# My Girl – Meine erste Liebe
My Girl – Meine erste Liebe (My Girl) ist eine US-amerikanische Tragikomödie von Howard Zieff aus dem Jahr 1991. Als Fortsetzung erschien 1994 die Komödie My Girl 2 – Meine große Liebe.

## Handlung
Sommer 1972: Die elfjährige Vada Sultenfuss lebt mit ihrem Vater Harry, der in seinem Haus ein Bestattungsunternehmen betreibt, und ihrer dementen Großmutter in der Kleinstadt Madison im US-Bundesstaat Pennsylvania. Vadas Mutter starb kurz nach ihrer Geburt. Harry Sultenfuss hat für die Bedürfnisse seiner heranwachsenden Tochter kein Verständnis und schenkt ihr wenig Beachtung. Da Vada in einem Bestattungsinstitut aufwächst und der Tod dadurch in ihrem Leben allgegenwärtig ist, bildet sie sich ständig ein, selbst tödliche Krankheiten zu haben – die Todesursachen der Klienten ihres Vaters geben ihr dafür reichlich Nahrung. Bei Harry stößt Vada mit ihren Befürchtungen auf taube Ohren und so sucht sie regelmäßig ihren Arzt Dr. Welty auf, der ihr jedoch stets bescheinigt, kerngesund zu sein. Am Ende jeder Untersuchung stellt Vada deshalb seine ärztliche Kompetenz in Frage. 
Die Kosmetikerin Shelly DeVoto kommt mit ihrem Wohnmobil in die Stadt und nimmt in Harrys Bestattungsunternehmen eine Stelle als Maskenbildnerin an. Aufgrund ihrer Arbeit verbringt Shelly viel Zeit im Haus der Sultenfuss’ und kommt eines Tages hinzu, als Vada während des Essens theatralisch auf dem Küchenfußboden liegt, weil sie glaubt, an Prostatakrebs zu leiden. Harry und sein Bruder Phil ignorieren Vada und unterhalten sich in aller Ruhe über die Arbeit. Shelly spricht Harry später auf diesen Vorfall an, weil sie glaubt, dass Vada ein Problem mit dem Tod hat. Harry reagiert verärgert und will sich keine Ratschläge in Bezug auf seine Tochter erteilen lassen. Später entschuldigt er sich bei Shelly und lädt sie zu einem Bingo-Abend ein, an dessen Ende sie ein Paar werden. 
Die meiste Zeit verbringt Vada mit ihrem besten Freund, dem gleichaltrigen Thomas J. Sennett. Der zurückhaltende Junge trägt eine Brille, muss immer pünktlich zum Essen zuhause sein und reagiert „auf alles“ allergisch. Gemeinsam ziehen Vada und Thomas J. auf ihren Fahrrädern um die Häuser, gehen angeln oder klettern auf ihren Lieblingsbaum. Von anderen Kindern werden sie deshalb als Liebespaar verspottet. Während Thomas J. diese Vorstellung insgeheim gefällt, ist Vada in ihren Lehrer Mr. Bixler verliebt. Sie belegt bei ihm einen eigentlich für Erwachsene gedachten Schriftstellerkurs, das dafür notwendige Geld stiehlt sie aus Shellys Keksdose.
Eines Tages erscheint Shellys Ex-Ehemann in Begleitung seines Bruders bei ihr, mit dessen Hilfe er Shelly das von ihr bewohnte Wohnmobil wegnehmen will. Harry verprügelt ihn und meint zu dem Bruder, dass er Shellys Ex in seinem Vorgarten besuchen könne, wo er ihn bestatten werde, sollte er Shelly noch einmal zu nahe kommen. 
Als Vadas Freund Thomas an den Folgen von Bienenstichen, auf die er allergisch ist, stirbt, ist sie zutiefst niedergeschlagen. Shelly wirft Harry vor, er würde sich mehr um die Toten als um die Lebenden kümmern, woraufhin er seiner Tochter mehr Aufmerksamkeit schenkt. Er hilft ihr, den Verlust des Freundes zu verarbeiten und damit zurechtzukommen. Vada, die zuerst mit der im Raum stehenden Hochzeit von Harry und Shelly nicht einverstanden war, akzeptiert nun auch ihre zukünftige Stiefmutter.

## Kritiken
Das Lexikon des internationalen Films schrieb, der Film sei für Erwachsene „zu läppisch“ und für Kinder „zu wenig ernsthaft“. Die Gags würden „unterschiedliche Qualität“ aufweisen, der Film habe „dramaturgische Schwachstellen“. Das Lexikon lobte die Darstellungen von Macaulay Culkin und Anna Chlumsky.

## Auszeichnungen
Anna Chlumsky und Macaulay Culkin gewannen im Jahr 1992 für eine Kussszene den MTV Movie Award. Beide wurden im selben Jahr für den MTV Movie Award nominiert. Anna Chlumsky gewann 1993 den Young Artist Award, der Film wurde als Bester Familienfilm für denselben Preis nominiert.

## Hintergrund
Der Film wurde in Florida und in Los Angeles gedreht. Seine Produktionskosten betrugen schätzungsweise 16,5 Millionen US-Dollar. Der Film spielte in den Kinos der USA ca. 59,8 Millionen US-Dollar ein. Im Jahr 1994 folgte die Fortsetzung My Girl 2 – Meine große Liebe.